# Fariba Adelkhah

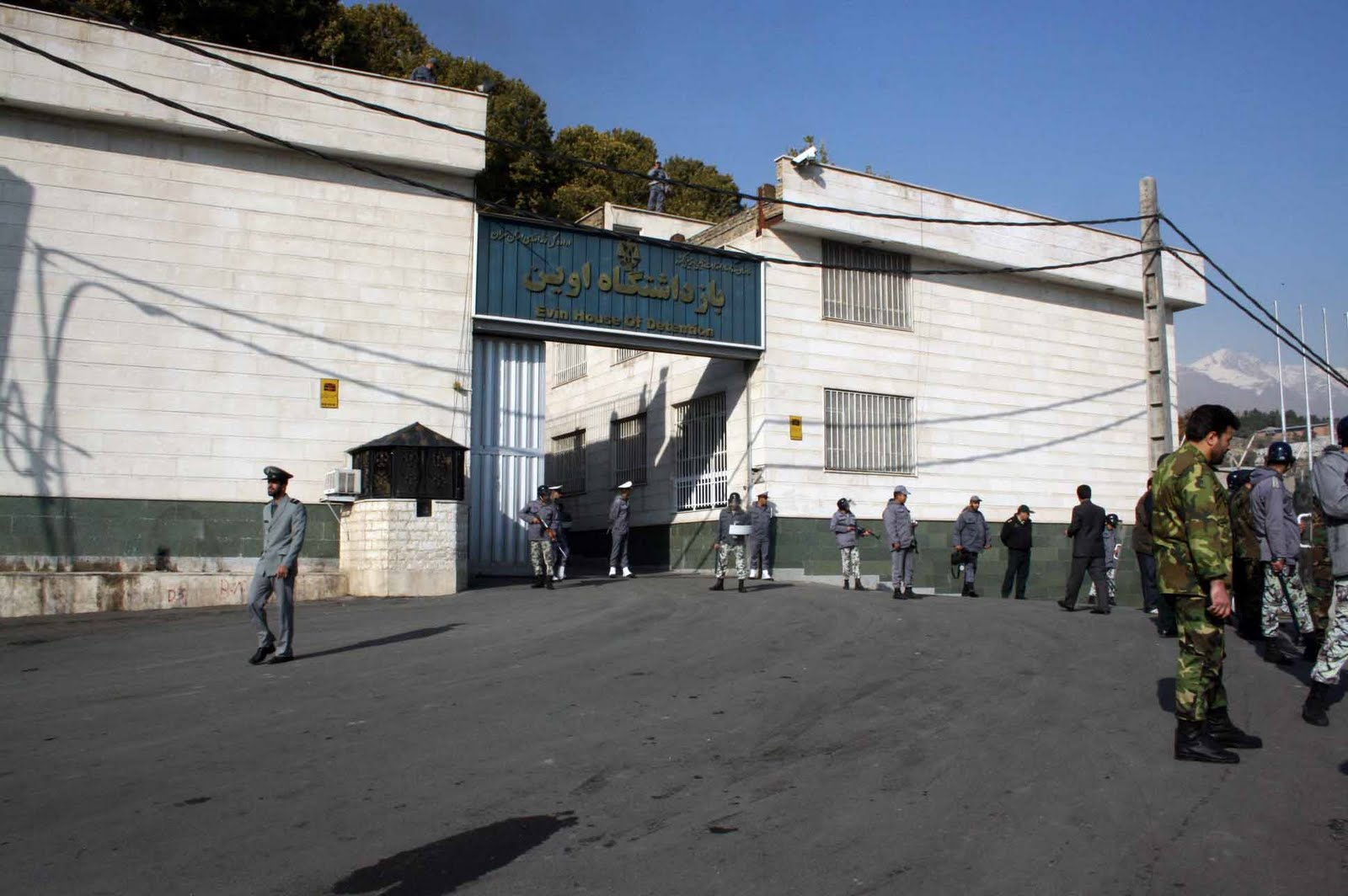
Prisión de Evin en Teherán, Irán

Fariba Adelkhah (Teherán, 25 de abril de 1959) es una antropóloga y académica franco-iraní del Instituto de Estudios Políticos de París. Fue detenida en Irán en junio de 2019 y liberada temporalmente bajo control de un brazalete electrónico. 

## Biografía
Fariba Adelkhah nació en Teherán, estudió en Francia, primero en la Universidad de Estrasburgo II y más tarde en la Escuela de Estudios Avanzados en Ciencias Sociales. En 1990, obtuvo una mención "muy honorable" por su Ph.D. tesis sobre las mujeres en Irán, "un enfoque antropológico del Irán posrevolucionario: el caso de las mujeres islámicas" (Une approche anthropologique de l'Iran post-révolutionnaire). Le cas des femmes islamiques), con Jean-Pierre Digard como su director de investigación. Desde 2004, ha sido directora de Investigación en la Sciences Po. Como investigadora en esta institución fue autora de varias publicaciones sobre Irán y Afganistán. Es miembro del consejo científico de los Iranian Studies (journal) y de la Revue des mondes musulmans et de la Méditerranée.
El 14 de julio de 2019, los medios de comunicación en lengua persa desde fuera de Irán informaron que había sido arrestada en Irán. Su arresto se remontaría al 7 de junio, cuando se conectó por última vez a su cuenta de WhatsApp . El sitio web The Iranian Human Rights Gozaar declaró que había sido arrestada por los Cuerpos de la Guardia Revolucionaria Islámica y que estaba detenida en la prisión de Evin. Las autoridades francesas declararon que a Adelkhah se le estaba negando el acceso a la asistencia consular y exigían su liberación.
El 3 de octubre de 2020 se informó que había sido liberada temporalmente y que estaría sometida a un control a través de un brazalete electrónico.

## Obras
- Ramadan et politique Paris : CNRS éditions, 2000.[13]
- Guerre et terre en Afghanistan Aix-en-Provence PUP, Presses Univ. de Provence 2013.[14]
- Dubai, cité globale Paris : CNRS, 2001.[15]
- Les mille et une frontières de l'Iran: Quand les voyages forment la nation[16]
- El estado del mundo[17][18]
- Un péril islamiste? (Interventions) (French Edition)[19]
- The Moral Economy of the Madrasa: Islam and Education Today (New Horizons in Islamic Studies)[20]
- Thermidor en Iran (Espace international) (French Edition) Bruxelles: Complexe, 1993.[21][22]
- Etre moderne en Iran (Recherches internationales) (French Edition) Paris : Karthala, 1998.[23]
- La révolution sous le voile: Femmes islamiques d'Iran[24][25]
- Voyages du développement : émigration, commerce, exil, Paris : Éd. Karthala, 2007.[26]
- Les mosquées : espaces, institutions et pratiques, Aix-en-Provence : Presses Universitaires de Provence, 2009.[27]

## Obras en inglés
- Being Modern in Iran (The CERI Series in Comparative Politics and International Studies) London : Hurst & Company, 2000.[28][29][30]
- The Thousand and One Borders of Iran: Travel and Identity (Iranian Studies) London: Routledge, 2015.[28][31]
- The Moral Economy of the Madrasa (New Horizons in Islamic Studies: Second Series) London ; New York : Routledge, 2011.[32][20]